# 클로버 (만화)
《클로버》(CLOVER, クローバー 쿠로바[*])는 클램프가 창작한 만화이다. 고단샤의 소녀만화 잡지 〈아미(Amie)〉에서 1997년부터 1999년까지 연재되었으며 단행본은 4권까지 발행되었다. 현재 잡지가 폐간되어 연재가 중단된 상태다. 대한민국에서 서울문화사가 4권까지 번역하여 출판하였다.
클램프의 다른 작품과 달리 스크린톤을 최대한 자제하고 흑백을 강조하였다. 컷도 보통의 만화와 달리 매우 자유롭게 구성하였다. 등장인물은 서로 연관되어 있으나 단행본 4권의 줄거리는 이어지지 않는다. 1권과 2권은 이어지지만 3권과 4권은 다른 줄거리를 가지고 있다. 클램프는 《클램프의 기적》 2권에서 원래 5권이나 6권에서 완결지을 계획이었다고 언급하였다.

## 줄거리

### 세계관
미래로 추정되는 어느 시대, 어느 나라에는 초능력을 사용할 수 있는 소사라(초상능력자)가 존재하고, 특급 소사라인 위저드(마도사) 5명으로 구성된 최고평의회의가 뒤에서 나라를 통치한다. 10년 전, 정부는 비밀리에 "마법"을 사용할 수 있는 어린이를 찾는 "클로버 리프 프로젝트(Clover Leaf Project)"를 실행하여 마법력의 크기에 따라 한 잎, 두 잎, 세 잎, 네 잎 클로버로 등급을 나누고, 특히 마법이 강한 어린이를 세 잎과 네 잎으로 키운다. 세 잎 클로버의 힘은 위저드 5명이 모여야 겨우 막을 수 있는 정도이다.

## 등장인물
- 수우(スウ)

네잎 클로버로 네 살부터 새장처럼 생긴 시설 안에서만 살았다. 스테이지에서 오루하가 부르는 노래를 듣고 오루하에게 전화한다. 오루하와 통화하며 오루하에게서 노래와 카즈히코에 대한 이야기를 듣는다. 오루하가 죽은 후 새장을 나와 카즈히코와 유정유원지에 간다. 카즈히코와 여행하면서 카즈히코에게 특별한 감정을 느끼지만 최고평의회의와의 약속대로 요정유원지에서 목숨을 끊는다.
- 류 F. 카즈히코(琉・F・和彦)

전직 군인. 비색부대의 부대장이었다. 현재는 탐정 일을 하고 있다. 군인으로서 우수했지만 문제도 많았던 듯. 대부분 "카즈히코"라고 부르지만 긴게츠는 "류"라고 부른다. 최고평의회의 광 장군으로부터 수우를 요정유원지까지 운송해 달라는 의뢰를 받는다. 자신이 클로버들과 깊게 연관되어 있다는 것을 모른다. 오른팔은 의수지만 자세한 사정은 나오지 않는다.
- 오루하(織葉)

카츠히코의 애인. 정식으로 데뷔하지 않은 가수이다. 수우가 건 전화를 친절하게 받아주고 수우와 친구가 되지만 생일에 노래를 부르던 도중 총에 맞아 사망한다. 죽기 전 수우에게 자신이 한잎 클로버이며 자신의 능력은 "자신이 죽는 날을 아는 것"이라고 고백한다.
- 긴게츠(銀月)

카즈히코의 친구. 비색부대의 대장. 항상 선글라스를 착용하고 있다. 카즈히코가 군에 들어왔을 때부터 알고 지냈다. 두잎 클로버이기도 하다. 긴케츠의 집에서 머물고 싶어하는 란을 위해 머리에 자폭 장치를 설치한다.
- 란(藍)

긴게츠의 동거인. 2년 전에 연구소를 나와 긴게츠의 집에서 살고 있다. 원래 이름은 체(C). 카즈히코에게 요정유원지까지 전송해 달라는 의뢰를 받고 수락한다. 수우를 보고 네잎 클로버라는 것을 알아차린다. 사실 세잎 클로버로 연구소를 나와서는 오래 살지 못한다.
- 아(A)

란의 쌍둥이 동생. 또다른 세잎 클로버로 란과 모습과 능력이 같다. 온순한 성격의 형과 달리 불안정한 성격을 가지고 있다. 체(란)에게 상당히 집착하며, 체가 다른 세잎 클로버인 베(B)에게 잘해줬단 이유로 베를 죽인다.
- 최고평의회

위저드(마도사) 5명으로 구성되어 있다. 나라를 실질적으로 움직이고 있다. "클로버 리프 프로젝트"를 직접 관리하는 듯. 이름이 밝혀진 광 장군과 슈 노사 의장 이외에 3명은 선글라스 등으로 얼굴을 가리고 있다.
- 광 장군

최고평의회에서 유일한 여성. 카즈히코에게 수우의 운송을 의뢰한다. 카즈히코는 "광 할머니"라고 부른다. 수우가 나가기 전까지 수우를 관리한다. 최고평의회의의 결정을 무시하고 수우가 오루하와 통화하는 것을 허락한다. 수우에게 연민을 느끼고 있는 듯.
- 슈 노사 의장

최고평의회의의 의장. 카즈히코는 "슈 할아버지"라고 부른다. 란이 연구소를 탈출했을 때 직접 개입한다. 수우가 카즈히코에게 특별한 감정을 갖는 것을 우려해 요정유원지에서 카즈히코를 해치려 한다.
- 바루스(白豹)

아즈라이트 군 정보부 소속. 바루스와의 싸움에서 카즈히코는 오른팔을 잃는다. 목적을 위해서라면 수단과 방법을 안가리는 듯. 카즈히코를 "왕자님", 수우를 "공주님"이라고 부른다. 수우와 카즈히코를 집요하게 추적한다.

## 만화 스태프
- 기획, 제작, 단행본 디자인
  - 클램프(CLAMP)
- 스토리
  - 오카와 나나세(CLAMP)
- 작화
  - 모코나 아파파(CLAMP)
- 어시스턴트
  - 이가라시 사쓰키(CLAMP)
  - 네코이 밋쿠(CLAMP)
- 로고 타이프, 디지털 효과
  - 수코 히로마사(F2)
  - 도미오카 히로시(F2)
- 영어 번역
  - 소쿠라 데쓰토
- 편집자
  - 야마노우치 히데키(고단샤)

## 애니메이션 스태프
- 감독
  - 고사카 기타로(高坂希太郎)
- 음악
  - 하시모토 이치코(橋本一子)
- 음악
  - 매드하우스, 반다이 비주얼